# ЈУ Дом „Рада Врањешевић” Бања Лука
Дом за дјецу и омладину без родитељског старања "Рада Врањешевић" је једини овакав организован облик социјалне заштите у Републици Српској, и обезбјеђује социјално-здравствену заштиту, васпитање и образовање, те оспособљавање за самосталан живот и рад најугроженијој категорији становништва. При томе се мисли на дјецу и младе без оба родитеља, непознатих родитеља, напуштених од стране родитеља, родитеља лишених родитељског права или са здравственим проблемима, затим на дјецу и младе из породица са социо-економским проблемима, са поремећеним породичним и партнерским односима. Налази се у улици Филипа Мацуре 25, у Бањој Луци. Име је добила по Ради Врањешевић, учесници Народноослободилачке борбе и народном хероју Југославије.

## Историјат
У периоду 1945-1947. у Бањој Луци је дјеловао Сабирни центар, у који су била окупљена дјеца погинулих бораца Другог свјетског рата, дјеца жртава фашизма, као и изгубљена и напуштена дјеца. У циљу збрињавања дјеце из Сабирног центра, формирано је неколико мањих домова, а међу првима су били Дом за ратну сирочад "Рада Врањешевић" и Дом "Данко Митров", у којима је било збринуто око 2.000 дјеце. Број штићеника постепено се смањивао, па су се ти домови угасили. Године 1947. отворен је Дјечји дом "Рада Врањешевић". Структура дјеце с временом се мијењала, па су у дом долазила и дјеца са сметњама у развоју, као и дјеца коју су родитељи занемаривали. Дом је 1974. добио нову зграду. Исте године прихваћен је и нови концепт рада дом - породица, а установа је постала члан Међународне асоцијације домова (FICE). Садашњи назив овај дом носи од 2013. године. Кроз организацију, активности и садржаје, он својим штићеницима нуди све оно што би требало да им обезбиједи породица. Кроз свакодневни рад подстиче се, прати и усмјерава психофизички раст и развој дјеце и младих, откривају се њихове склоности и способности, изграђују културне, хигијенске и радне навике, формирају карактерне особине и изграђује се конструктиван и активан однос према животу и друштвеној средини. У Дому су им на располагању библиотека, специјализоване просторије за групни (сазнајно-креативни) рад и педагошко-психолошку подршку психофизичком развоју, галерија слика, спортска сала, игралиште за дјецу предшколског и млађег школског узраста, спортски терени, те уређене зелене површине. Од оснивања до 2018. у установи је, дуже или краће вријеме, живјело 2.254 дјеце. У 2018. у Дому је боравило у просјеку око 80 дјеце, у васпитним групама - породицама формираним према узрасту и полу, уз уважавање сродничких односа. Простор за боравак васпитних група функционално је опремљен и одговара породичним становима, од којих је сваки површине око 240 м2. Организацијску структуру Дома чине (2018) Одјељење за рад са дјецом предшколског узраста (обухвата васпитне групе дјеце јасличког и вртићког узраста, као и мајчински дом), те Одјељење за рад са дјецом школског узраста (обухвата васпитне групе дјеце основношколског и средњошколског узраста, младих који се припремају за самосталан живот по изласку из институционалне бриге, те васпитну групу са интензивним третманом за дјецу и младе са поремећајем у понашању и комбинованим сметњама).
Јавна установа Дом "Рада Врањешевић" добитник је: Повеље за допринос васпитању (1979), Априлске награде Бање Луке (1990), Сребрне плакете "Вечерњих новости", додијељене за хуманост (1997), Златне повеље Бањалучког студентског позоришта (2015). Предсједништво Међународног комитета Интернационалне лиге хуманиста прогласило је овај дом, 2002. године, интернационалним хуманистичким колективом.